# Amyema pachypus
Amyema pachypus är en tvåhjärtbladig växtart som beskrevs av Danser. Amyema pachypus ingår i släktet Amyema och familjen Loranthaceae. Inga underarter finns listade i Catalogue of Life.